# Dolasetron
Dolasetron is de generische naam voor een anti-emeticum uit de groep van selectieve serotonine(5-HT)3-receptorantagonisten. Dit geneesmiddel wordt gebruikt om misselijkheid en braken te voorkomen bij chemotherapie en na een chirurgische ingreep. Toediening is door intraveneuze injectie (gewoonlijk ongeveer een half uur vóór chemotherapie) of als tablet. Het wordt verkocht onder de merknaam Anzemet (dolasetronmesylaat) door Sanofi-aventis.
Deze verbinding is beschreven in het Europese octrooi EP 0266730, verleend in 1988.

## Waarschuwing
Eind 2010 heeft het Amerikaanse FDA een waarschuwing gepubliceerd dat dit middel een risico op hartfalen geeft, en dat het niet meer gebruikt mag worden als injectie om misselijkheid en braken bij chemotherapie te voorkomen. Het mag nog wel gebruikt worden om postoperatieve misselijkheid of braken te voorkomen omdat daarvoor lagere doses gebruikt worden. Het mag ook nog bij chemotherapie gebruikt worden in tabletvorm.